# Patricia Miranda
Patricia Miranda, född den 11 juni 1979 i Manteca, Kalifornien, är en amerikansk brottare som tog OS-brons i flugviktsbrottning i damklassen 2004 i Aten. 